# يوناس لوسل
يوناس لوسل (بالدنماركية: Jonas Lössl)‏ (بالدنماركية: Jonas Lössl) (و. 1989  م) هو لاعب كرة قدم من الدنمارك، ولد في كولدنغ، يلعب كحارس مرمى مع نادي ايفرتون الإنجليزي، شارك في كأس العالم 2018 بروسيا.

## روابط خارجية
- يوناس لوسل على موقع الاتحاد الدولي (مؤرشف)  (الإنجليزية)
- يوناس لوسل على موقع الاتحاد الأوربي (الإنجليزية)
- يوناس لوسل على موقع قاعدة بيانات كرة القدم.إي يو (الإنجليزية)
- يوناس لوسل على موقع ناشيونال فوتبول تيمز (الإنجليزية)
- يوناس لوسل على موقع Soccerbase.com (لاعب) (الإنجليزية)
- يوناس لوسل على موقع Soccerway.com (الإنجليزية)
- يوناس لوسل على موقع عالم كرة القدم.نت (الإنجليزية)
- يوناس لوسل على موقع AS.com (الإسبانية)